# Леєр

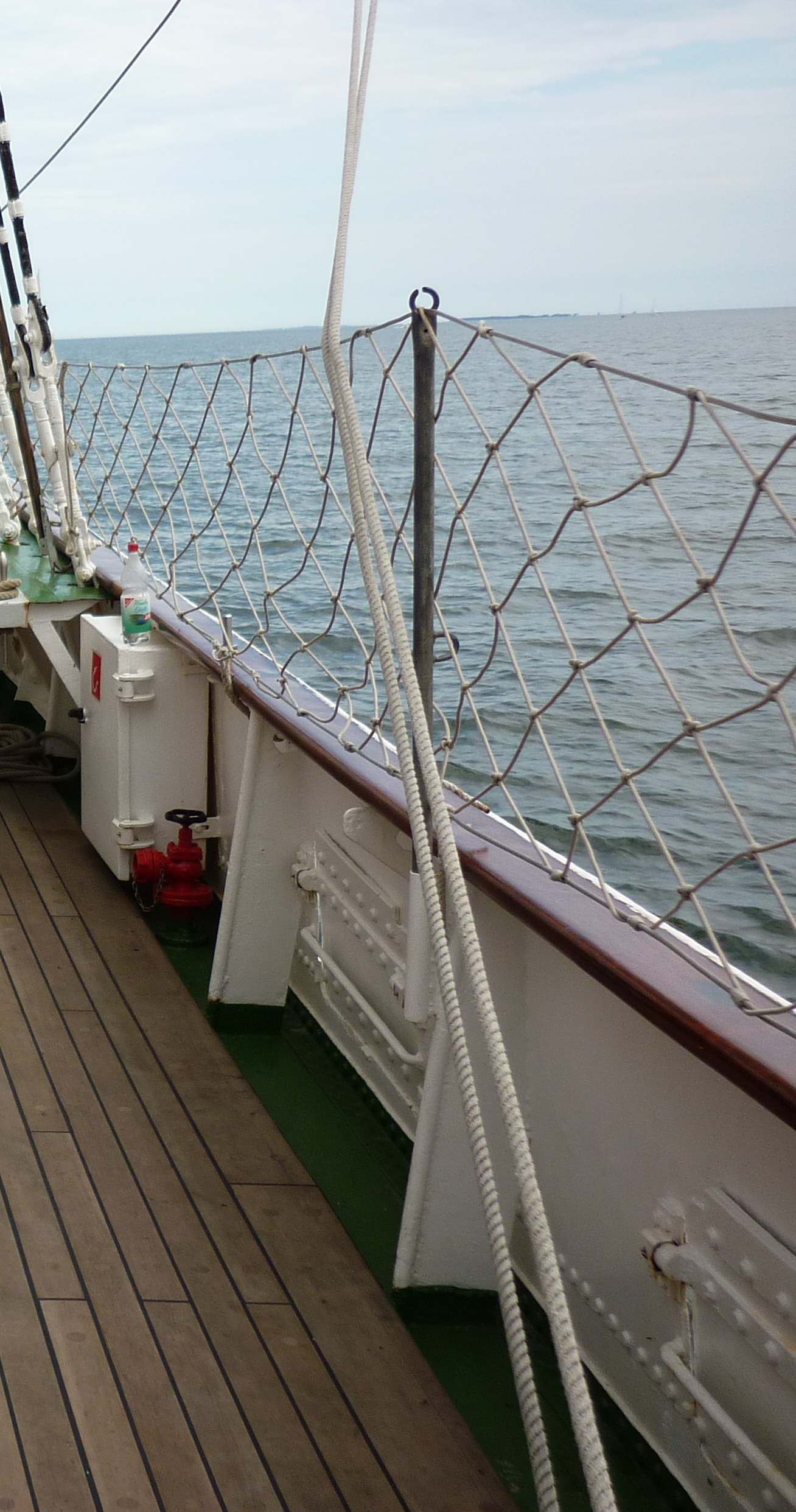
Натягнутий на встановлених на фальшборті леєрних стійках леєр (з натягнутою на ньому леєрною сіткою) використовується для додаткового захисту команди і вантажів від випадіння за борт

Леєр (нід. leier, від leiden — «вести») — туго натягнутий трос, обидва кінці якого закріплені на суднових конструкціях (стійках, щоглах, надбудовах тощо). У ширшому значенні — тонкий трос з двома точками кріплення.
Леєри, закріплені кінцями до носа і корми судна, пропускаються середніми частинами через топи грот- і фок-щогл. Леєри служать для підйому косих вітрил, огородження палубних отворів або відкритих палуб в місцях, не захищених комінгсом або фальшбортом, установки тентів, підвіски шлангів при передачі рідкого палива на ходу та інших цілей.
При великих хвилях вздовж судна натягують так звані штормові леєри, за які можна триматися при переходах по відкритих ділянках палуби.
Рятувальним леєром називається трос, закріплений на бортах рятувальної шлюпки.
Знімне або стаціонарне огородження верхньої палуби, відкритих палуб надбудов і рубок, містків, отворів люків і шахт, що складається з металевих леєрних стійок і натягнутих між ними леєрів називається леєрним пристроєм. Служить для попередження падіння людей за борт або в трюм.